# SESC Pompéia
Il SESC Pompéia è un edificio ad uso sociale e culturale della città di San Paolo, in Brasile, progettato dall'architetta italo-brasiliana Lina Bo Bardi.

## Storia
Lo spazio socioculturale venne aperto già nel 1968 negli ambienti di una vecchia fabbrica abbandonata, da parte del Serviço Social do Comércio (SESC), un ente no-profit brasiliano.
Nel 1977 venne commissionata a Lina Bo Bardi la ristrutturazione del complesso, tramite il recupero dello stabilimento e la costruzione di nuovi edifici. L'architetta decise di mantenere solo la struttura portante della fabbrica, costruita in mattoni e in calcestruzzo armato secondo il Sistema Hennebique; questa prima fase venne terminata nel 1982.
Per le nuove realizzazioni invece costruì tre torri, dalla forte connotazione simbolica, completate nel 1986; la scelta di svilupparsi in altezza fu dovuta anche per la presenza di una falda acquifera che impediva l'edificazione di una parte del lotto. Il progetto è stato considerato come un intervento di archeologia industriale per via del ripristino degli ambienti industriali e la particolare estetica delle torri, ma non solo; come già nel Museo d'arte di San Paolo, il lavoro di Lina Bo Bardi aveva una forte connotazione politica e sociale: obiettivo del SESC infatti era offrire un luogo di svago e per il tempo libero anche alle classi meno abbienti della metropoli brasiliana.

## Descrizione
Il complesso progettato da Bo Bardi è composto da tre torri in calcestruzzo armato che si affiancano agli spazi preesistenti ospitati nello stabilimento industriale. Due torri, dalla forma prismatica, ospitano diverse funzioni ludico-sportive e sono connesse tra loro da passaggi aerei scoperti; la più grande è alta cinque piani, l'altra undici. La terza torre, la più alta invece è cilindrica ed è il serbatoio d'acqua del complesso. L'utilizzo particolare del calcestruzzo armato lasciato a vista, dalla caratteristica trama lasciata dalle cassaforme lignee, così come la forma stessa delle torri richiama l'architettura industriale.
La torre più grande presenta una pianta completamente libera, priva di pilastri, poiché la funzione portante è affidata ai soli muri perimetrali: ciò permette di ospitare al suo interno vasti spazi come le palestre. Le grandi finestre, caratterizzate dal colore rosso, hanno una forma irregolare e si aprono come squarci nelle pesanti pareti di calcestruzzo.
Il centro ospita diverse attività sportive, sociali e culturali. Sono presenti diversi spazi collettivi: bar, sale da ballo, palestre, spogliatoi, una mensa pubblica, uno spazio espositivo, una biblioteca e un teatro da 800 posti.

## Galleria d'immagini

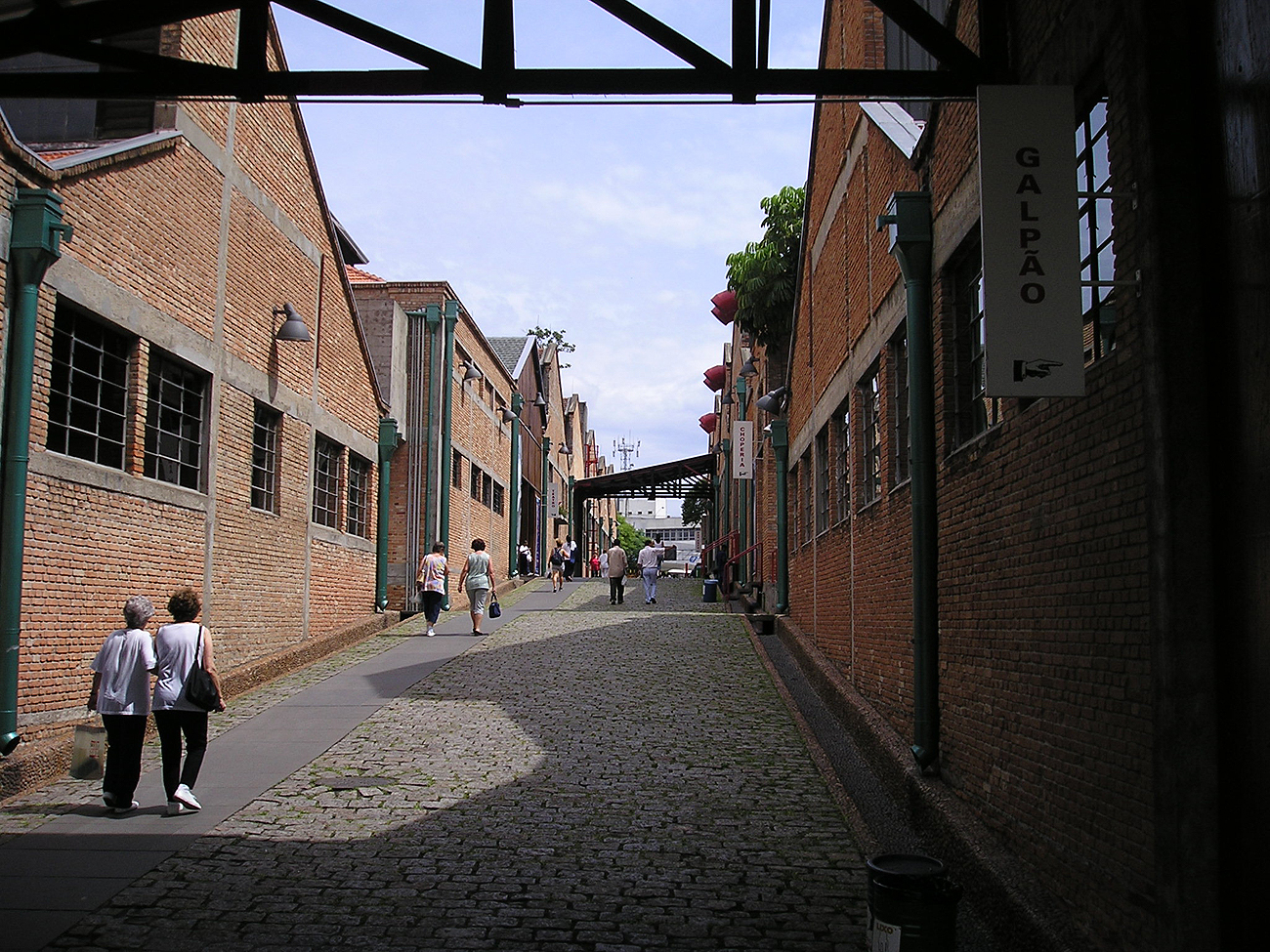
Lo stabilimento industriale ristrutturato
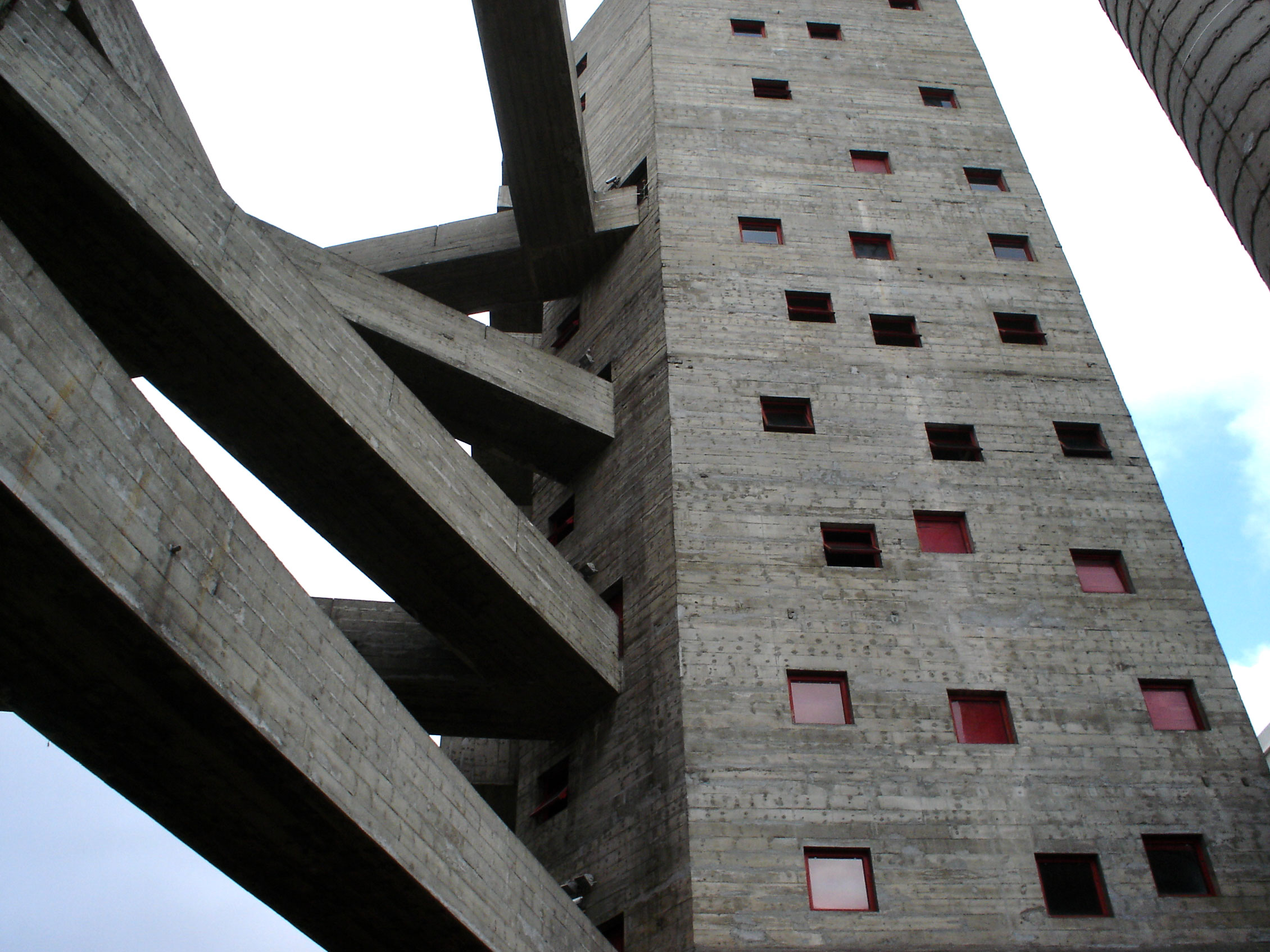
La torre più piccola con i ponti aerei
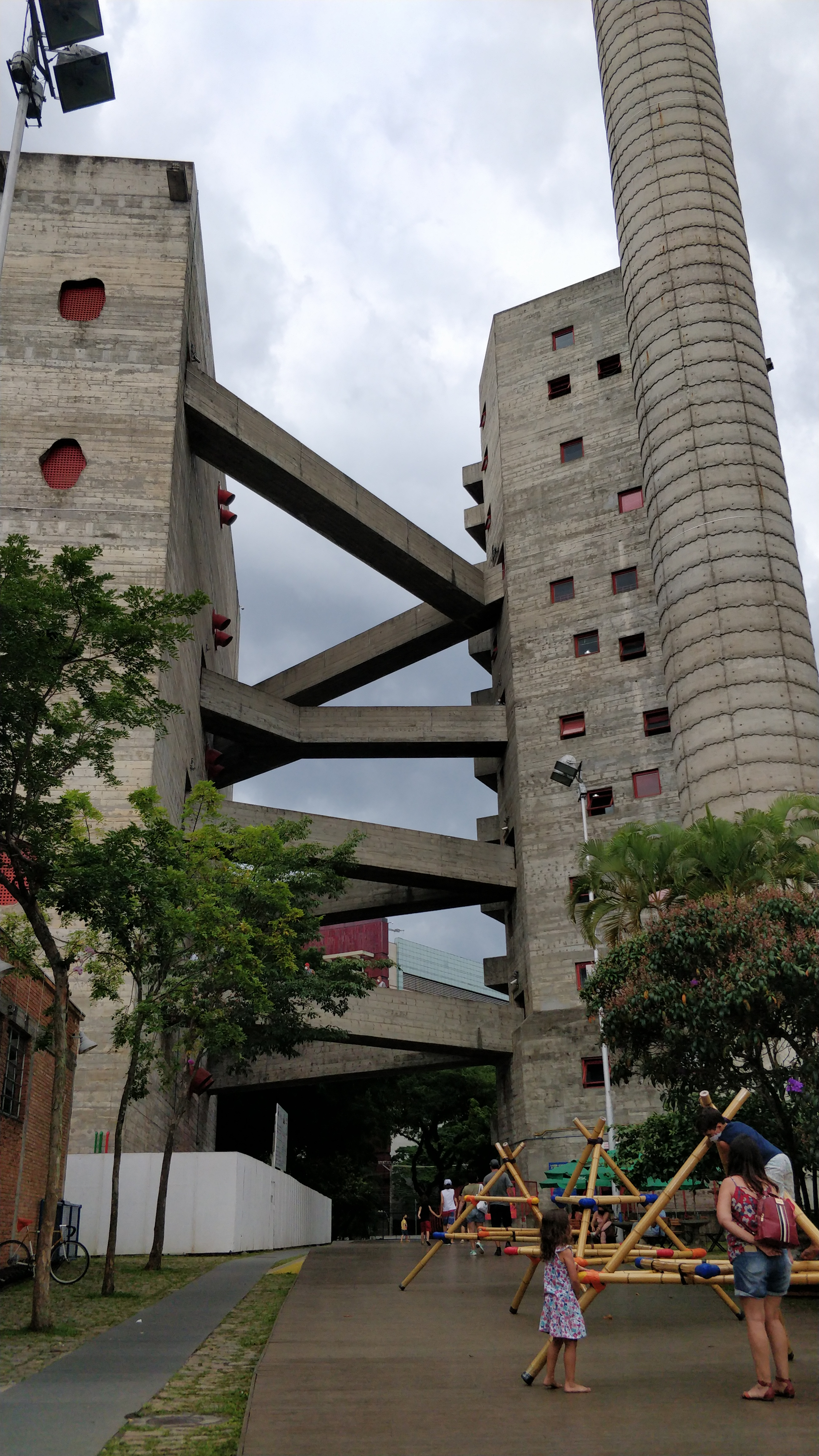
Vista d'insieme delle torri
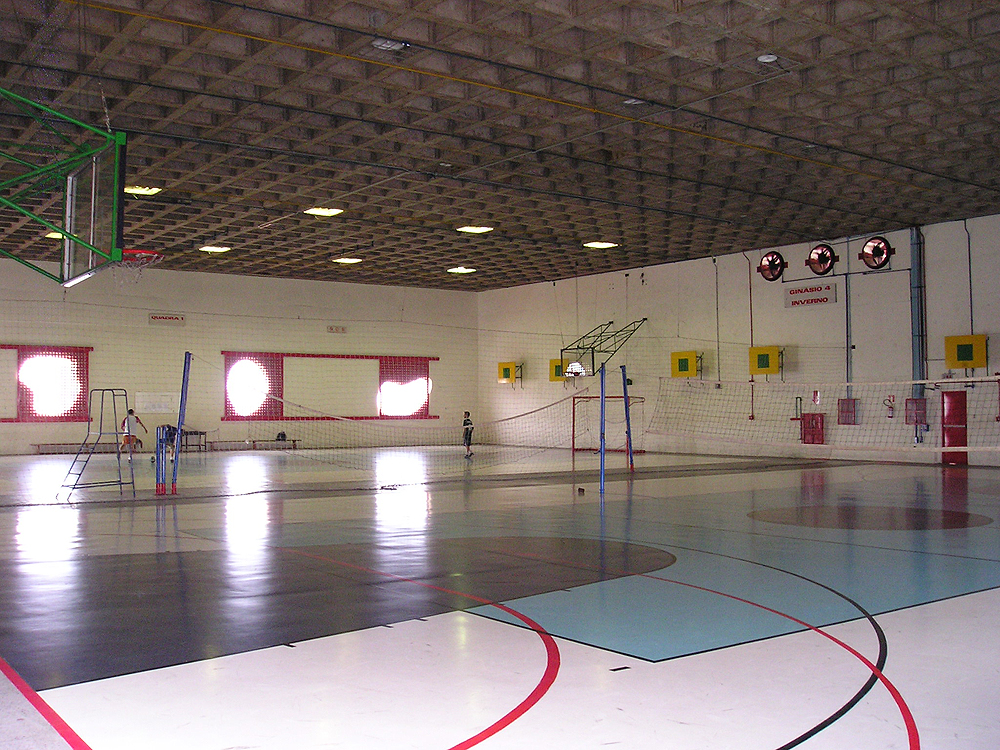
Palestra
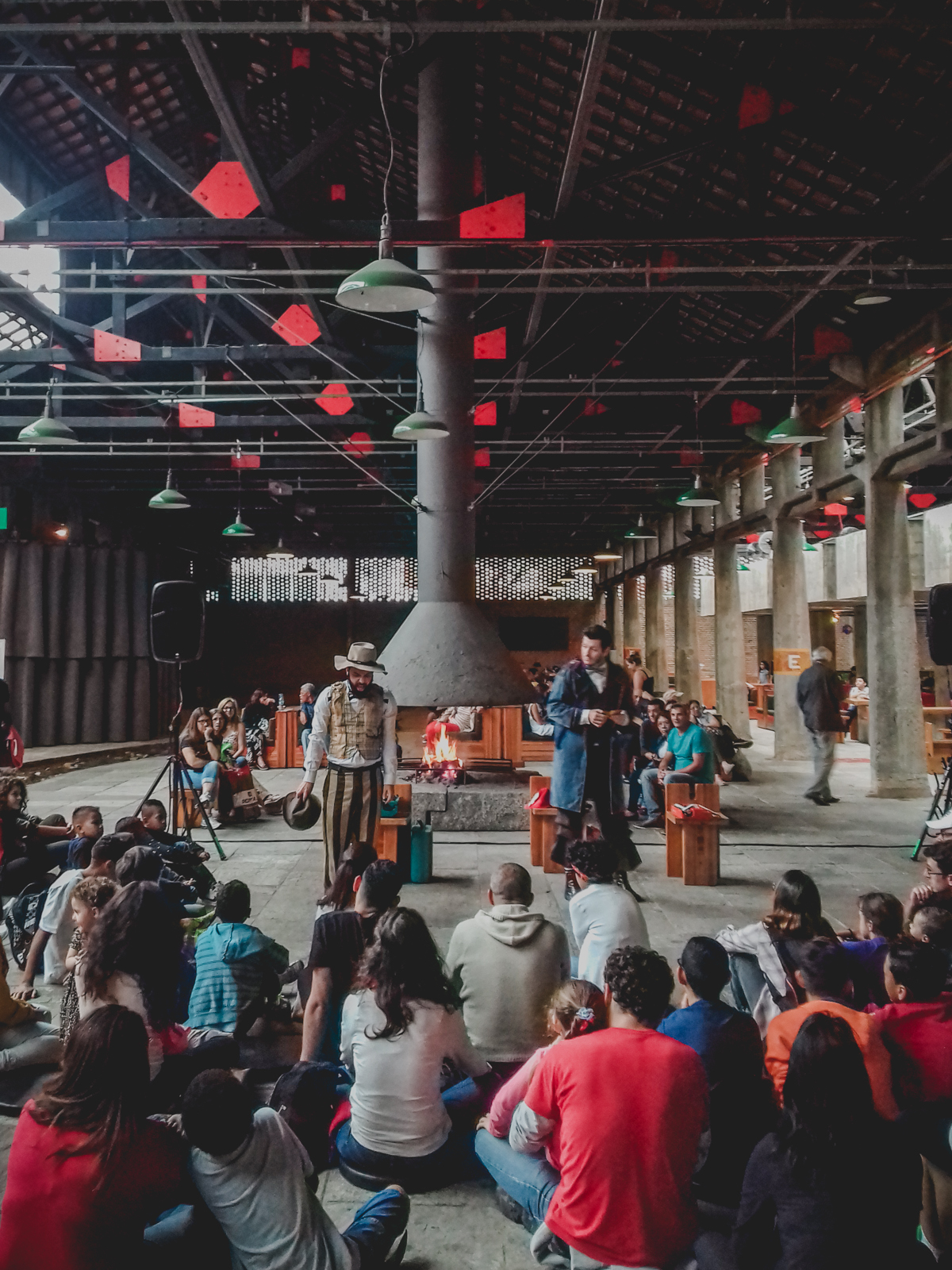
Spettacolo teatrale